# ハードロック・ハイジャック
『ハードロック・ハイジャック』（Airheads）は、1994年に製作されたマイケル・レーマン監督のコメディ映画である。

## 概要
1994年に製作された本作は、当時まだ若手だったブレンダン・フレイザー、スティーヴ・ブシェミ、アダム・サンドラーという異色キャストが主演した犯罪コメディ映画である。人気コメディ番組の『サタデー・ナイト・ライブ』で一躍頭角を現したアダム・サンドラーは、本作で初めてメイン・キャストの一人を演じており、これがきっかけでテレビ番組のみならず映画の業界でも躍進することになった。共演にはジョー・マンテーニャをはじめ、サタデー・ナイト・ライブ出身のクリス・ファーレイや『ゴーストバスターズ』で知られるアーニー・ハドソン、マイケル・マッキーンらコメディ映画の常連が多数出演している。また、この作品は、20世紀フォックスのアニメロゴが使われた最後の作品であり、今作以降はCGロゴが使われる。

## あらすじ
チャズ（ブレンダン・フレイザー）とレックス（スティーヴ・ブシェミ）とピップ（アダム・サンドラー）は、ロサンゼルスを拠点に活動するロックバンド『ザ・ローンレンジャーズ』のメンバー。いつかは有名になることを夢見て、自作のデモテープをレコード会社にもぐりこんで、幹部に強引に押し付けては警備員から追い払われる毎日を送っていた。なかなか芽が出ない自分たちに憤りを感じ始めた3人は、ローカルラジオ局でロック番組を持つDJのイアン（ジョー・マンテーニャ）に頼むためラジオ局まで押し掛けた。しかしひょんなことから乗っ取り犯と勘違いされた彼らは、瞬く間に犯罪者になってしまった。そのうち警察もラジオ局を包囲し始めマスコミまでが騒ぎ立てる始末。予期せぬ事態に愕然とするチャズたちだったが、そんな騒ぎの最中、彼らのデモテープがラジオに流れ始めると…。

## キャスト
※括弧内は日本語吹替
- チャズ - ブレンダン・フレイザー（森川智之）
- レックス - スティーヴ・ブシェミ（二又一成）
- ピップ - アダム・サンドラー（坂東尚樹）
- イアン“ザ・シャーク” - ジョー・マンテーニャ（安原義人）
- マイロ・ジャクソン - マイケル・マッキーン（若本規夫）
- オマリー巡査部長 - アーニー・ハドソン（水野龍司）
- ウィルソン巡査 - クリス・ファーレイ（茶風林）
- ジミー・ウィング - ジャド・ネルソン（島田敏）
- ケイラ - エイミー・ロケイン
- スージー - ニーナ・シーマツコ（雨蘭咲木子）
- マーカス - レグ・E・キャシー（辻親八）
- カーター - デヴィッド・アークエット（松本保典）
- ダグ・ビーチ - マイケル・リチャーズ（島香裕）
- カール・メイス - マーシャル・ベル（金尾哲夫）
- 元学生新聞編集部のロッカー - レミー・キルミスター（辻親八）
- ビーバス - マイク・ジャッジ（山野井仁）
- クリス・ムーア - ハロルド・ライミス（石井康嗣）
- ロブ・ゾンビ

## スタッフ
- 監督：マイケル・レーマン
- 製作：マーク・バーグ、他
- 脚本：リッチ・ウィルクス
- 音楽：カーター・バーウェル
- 撮影：ジョン・シュワルツマン
- 編集：レスリー・ジョーンズ